# Francis Sénac
Pas d'image ? Cliquez ici

a Compétitions nationales et continentales officielles uniquement.

Francis Sénac, né le 10 août 1953 à Tostat, est un joueur français de rugby à XV évoluant au poste de deuxième ligne. Il est champion de France en mai 1973 avec le Stadoceste tarbais où il passe la plus grande partie de sa carrière.

## Biographie
Il passe la majeure partie de sa carrière au Stadoceste tarbais avec qu'il devient champion de France en 1973 à l'âge de 19 ans. Quinze années plus tard, il est remplaçant lors de la finale perdue par son club contre Agen en 1988. Après sa carrière sportive, il se reconvertit dans la cuniculture.

## Palmarès
- Championnat de France de première division :
  - Champion (1) : 1973
  - Vice-champion (1) : 1988